# ロマン・スシュコ
ロマン・スシュコ（Roman Suszko, 1919年11月9日 - 1979年6月3日）は、ポーランドの数学者、論理学者。ポドブジェに生まれ、ワルシャワで亡くなる。
集合論、意味論、数理論理学などの分野で活躍。息子は化学者のイェジ・スシュコ。弟子のボグスワフ・ヴォルニェビッチ（Bogusław Wolniewicz）の博士論文『物と事実』に影響を受け非古典論理の一種であるノン・フレーゲアンロジックを考案する。また多値論理を二値論理へと還元する代数的な手法、スシュコのテーゼ(Suszko's Thesis)を提唱する。20世紀のポーランドを代表する論理学者の一人。

## 経歴
スシュコはチェシン、クラクフ、ルヴフとポズナンの学校で学ぶ。占領下のクラクフにおいて、世話人、ポーター、電話番などとして働いていた。同時期にドイツによる占領下におけるポーランド人向けの学校で勉強していた。
1945年5月15日に「ポーランド論理学の成果」という論文を書き上げ、修士資格をえる。1946-52年の間、ポズナン大学でカジミエシュ・アイドゥキエヴィチが率いる数学・自然科学学部内の「科学の論理と方法論」学科で研究。1948年に博士課程に進み、1951年に「正準的な公理体系」を提出、口頭試問をへて博士号を取得。1953年にはワルシャワ大学の哲学部論理学科へ移り、1965年まで働いた。
1965年ポーランド国立科学アカデミーの哲学・社会学研究所へ移り、1966-69年まで論理学オフィスの主任を務める。67-69年、そしてさらに70-73年、アメリカに客員教授として招かれニュー・ジャージー州のホーボケン(Hoboken)にあるスティーブンス工科大学で共同研究に勤しむ。1974-78年にシェドルツ(Siedlce)の農業教育高等学校で教える。
ヘビー・スモーカーであった。「レイス」というポーランドのナンセンス映画（ポーランド３大カルトムービーの一つ）に「髭男」役として出演したことでも知られている。登山愛好家でもあり、休暇には家族で山にバカンスへ向うこともあったが、バカンス先でも論理学を延々とやっていたそうである。指導においては厳格さと厳密さを旨とし、多くの後進を育てた。
　

## 業績
スシュコには70近い刊行物がある。主な業績は、知識獲得、知識発展のダイナミズムを形式的に表現するモデルの考案や「論理哲学論考」における事実／事態の存在論を代数的に表現した非古典論理の一種、ノン・フレーゲアン　ロジック（NFL）の構築、そして真理値についての「スシュコのテーゼ」など。以下に主な論文を記す。
- モデルの拡張について（2）、一般的拡張（「数学基礎」 42号、343-47頁、イェジ・ウォシュ(Jerzy Łoś [英語版])と共著、1955年）
- 形式論理と知識の理論における幾つかの問題について。通時的な形式論理(「哲学的思索」3号、34-67頁、1957年)
- 嘘つきの逆理と自然言語の意味論について（1957年）
- 形式論理学講義（1965年）
- 知識の発展についての形式的シェーマ(第11回国際科学史会議要旨集、52-5頁、1967年)
- 外延／内包に関する形式理論について(「ストゥディア・ロジカ」 20号、7-36頁、1967年)
- 形式論理と知識の発展（1965年ロンドン国際科学哲学会要旨集、210-2頁、1968年）
- ウィトゲンシュタインの『論理哲学論考』における存在論（「ノートルダム・ジャーナル・オブ・フォーマル・ロジック」9号、7-35頁、1968年）
- ウィトゲンシュタイン『論理哲学論考』における存在論（「哲学研究」、97-121頁、1968年）
- 同一性をともなう文計算についての考察（「ノートルダム・ジャーナル・オブ・フォーマル・ロジック」13-3号、289-308頁、S.L.ブルーメンと共著、1972年）
- 抽象論理学（「数学論文集」102号、ポーランド国立数学アカデミー、国立出版、D.J.ブラウンと共著、1973年、「スシュコのテーゼ」）
- フレーゲ的な公準の棄却(「数学講義集」453号、169-239頁、1975年)
- フレーゲ的な公準と1920年代のポーランド数理論理学(「ストゥディア・ロジカ」36号、376-80頁、1977年：「スシュコのテーゼ」)
- 状況を明確に定義する(『ポーランドの哲学的論理学』、247-70頁、1994年)
- フレーゲの公準に対する反駁と状況の具体化（ルブリンのマリーキュリー大学、2000年）